# Sokolovce
Sokolovce je naseljeno mjesto u okrugu Piešťany u Trnavskom kraju u Slovačkoj.

## Stanovništvo
| Godina:     | 1993. | 2003.   | 2013.    | 2023.   |
| ----------- | ----- | ------- | -------- | ------- |
| Broj ljudi: | 1106  | 1158    | 1291     | 1402    |
| Razlika:    |       | +4,70 % | +11,48 % | +8,59 % |

| Godina:     | 2022. | 2023.   |
| ----------- | ----- | ------- |
| Broj ljudi: | 1395  | 1402    |
| Razlika:    |       | +0,50 % |

Prema podacima o broju stanovnika iz 2023. godine naselje je imalo 1402 stanovnika.

## Vanjske poveznice
|  | Zajednički poslužitelj ima još gradiva o temi Sokolovce |

- Službena stranica naselja (sl.)